# アポニー・ゲーラルディネ
アポニー・ゲーラルディネ（ハンガリー語: Apponyi Géraldine）またはゲラルディナ・アポニー（アルバニア語: Geraldinë  Apponyi, 1915年8月6日 - 2002年10月22日）は、アルバニア国王ゾグ1世の妃。

## 生涯
ハンガリー貴族のアポニー・ジュラ伯爵（Apponyi Gyula, 1873年 - 1924年）とそのアメリカ人の妻グラディス・ステュワート（Gladys Virginia Stewart, 1891年 - 1947年）の長女として生まれた。全名はゲーラルディネ・マルギト・ヴィルギニア・オルガ・マーリア・アポニー・デ・ナジアポニー（Géraldine Margit Virginia Olga Mária Apponyi de Nagyappony）。アポニー家は14世紀に遡る古い家柄だが、母方の祖父はアメリカ合衆国ヴァージニア州の富豪で、在アントウェルペン・アメリカ領事を務めたジョン・ヘンリー・ステュワート（John Henry Stewart）という人物だった。オーストリア＝ハンガリー帝国の崩壊後、混乱を嫌った両親とともにスイスに避難したが、ホルティ提督による摂政体制がしかれるとハンガリーに帰国した。
1924年に父が死ぬと、母は子供たちを連れて南フランスのマントンに移り、そこでフランス人将校と再婚した。アポニー伯爵家は子供たちを教育のためハンガリーに連れ戻し、ゲーラルディネと妹のヴィルギニアをオーストリアのプレスバウムにある女子修道院付属の寄宿学校に入れた。一家の資産が底をつくと、ゲーラルディネは速記タイピストや、叔父が館長を務めるブダペスト市内の国立博物館の売店の売り子をして働いた。
ゲーラルディネは1937年に妹の紹介でアルバニア王国の統治者ゾグ1世と知り合い、その数日後に2人は婚約した。結婚式は翌1938年4月27日にティラナで挙行された。結婚の立会人イタリア外相の第2代コルテッラッツォ・ブカーリ伯爵ガレアッツォ・チャーノ（ムッソリーニの娘婿）が務めた。ゲーラルディネがカトリック信徒だったのに対し、ゾグはムスリムであった。国王夫妻はアドルフ・ヒトラーから贈られたメルセデス・ベンツでハネムーンに出かけた。

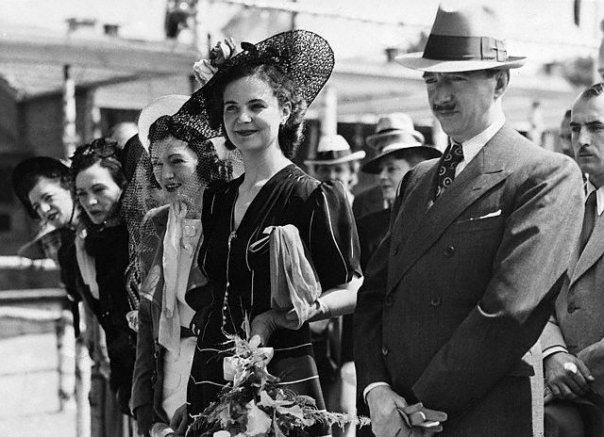
ゲーラルディネと夫のゾグ1世

ゲーラルディネの王妃としての暮らしはわずか1年で終わった。1939年4月5日に一人息子の王太子レカ（1939年 - 2011年）を出産したが、その2日後に始まったイタリアのアルバニア侵攻により、家族とともに国外脱出を余儀なくされたのである。ゾグ一家は諸国で亡命生活を送り、ゲーラルディネは1961年に夫ゾグ1世と死別した。2002年6月、ゾグ一家の帰国が許可されるとともに南アフリカからアルバニアに帰国したが、同年10月に心臓発作により、ティラナの陸軍病院で死去した。

## 子女
1938年にゾグ1世と結婚し、1男を儲けた。
- レカ・ゾグ（1939年 - 2011年）